# Tmetopteryx
Tmetopteryx is een geslacht van vlinders van de familie tandvlinders (Notodontidae), uit de onderfamilie Notodontinae.

## Soorten
- T. bisecta (Rothschild, 1917)
- T. dorsimaculata Kiriakoff, 1965
- T. formosa (Gaede, 1928)
- T. maura Kiriakoff, 1965